# Família É Tudo
Família É Tudo é uma telenovela brasileira produzida e exibida pela TV Globo de 4 de março a 27 de setembro de 2024, em 177 capítulos. Substituiu Fuzuê e foi substituída por Volta por Cima, sendo a 100.ª "novela das sete" da emissora.
Teve a autoria de Daniel Ortiz, com colaboração de Flávia Bessone, Nilton Braga, Daisy Chaves, Cláudio Lisboa e Victor Atherino e direção de Felipe Louzada, Mariana Richard, Augusto Lana, Naína de Paula e Alexandre Klemperer, a novela contou com a direção geral de Cristiano Marques e Adriano Melo e direção artística de Fred Mayrink.
Contou com Arlete Salles, Nathalia Dill, Renato Góes, Juliana Paiva, Ramille, Thiago Martins, Isacque Lopes, Daphne Bozaski e Raphael Logam.

## Enredo
As irmãs gêmeas Frida Mancini e Catarina Mancini (ambas interpretadas por Arlete Salles), que de personalidades completamente opostas, nutrem diferentes desejos em suas vidas pessoais. Enquanto Catarina nunca se conformou em viver à sombra da irmã, de quem tem profunda inveja, Frida tem como único objetivo reunir a trabalhadora e esforçada Vênus (Nathalia Dill), fundadora de uma ONG responsável por auxiliar jovens em situações de extrema pobreza, o ciumento Júpiter (Thiago Martins), um mulherengo que está sempre tentando impedir sua mãe Leda    (Grace Gianoukas) de conseguir um namorado, a arrogante Andrômeda (Ramille), uma aspirante a cantora, mas que canta de forma extremamente desafinada, a injustiçada Electra (Juliana Paiva), uma jovem que passou anos de sua vida na cadeia acusada de um crime que não cometeu e o explosivo e temperamental Plutão (Isacque Lopes), um jovem que sonha em ser um campeão nacional da modalidade do skate, seus cinco netos, separados por suas respectivas mães após a morte de Pedro (Paulo Tiefenthaler), pai dos jovens e único filho da matriarca.
Crescidos em completa desunião e tomando rumos diferentes em suas vidas pessoais depois de adultos, os cinco irmãos voltarão a se encontrar e a conviverem juntos após uma fatalidade abalar suas vidas: Frida é dada como morta após um incidente em um cruzeiro, cujo seu sobrinho Hans (Raphael Logam) é a principal testemunha, e também o principal interessado, pois seria esta a sua grande chance de pôr as mãos na fortuna de sua tia ao lado de sua mãe, Catarina.
Liderados por Vênus, a mais velha dos irmãos, os cinco são surpreendidos por uma cláusula no testamento de Frida, que ordena que os cinco morem e trabalhem juntos durante um ano. Caso um dos netos não cumpra com o acordo, o herdeiro universal de sua fortuna passará a ser Hans, que fará de tudo para atormentar a vida dos primos.
Em meio aos conflitos das diferenças pessoais entre os irmãos, a história passa a focar nos dramas individuais dos cinco netos de Frida.

## Elenco
| Intérprete             | Personagem                                                |
| ---------------------- | --------------------------------------------------------- |
| Nathalia Dill          | Vênus Mancini                                             |
| Juliana Paiva          | Electra Mancini                                           |
| Thiago Martins         | Júpiter Mancini                                           |
| Ramille                | Andrômeda Mancini                                         |
| Isacque Lopes          | Plutão Mancini                                            |
| Renato Góes            | Tomás Monteiro (Tom)                                      |
| Arlete Salles          | Frida Mancini                                             |
| Arlete Salles          | Catarina Mancini Galindo                                  |
| Raphael Logam          | Hans Mancini Galindo                                      |
| Daphne Bozaski         | Lupita Maria Del Rosario Sanchez Perez de La Cruz Mancini |
| Jayme Matarazzo        | Luca Baggio                                               |
| Henrique Barreira      | Murilo Baggio                                             |
| Daniel Rangel          | Augusto do Nascimento (Guto)                              |
| Gabriel Godoy          | Francisco do Nascimento (Chicão)                          |
| Rafa Kalimann          | Jéssica de Osma                                           |
| Ana Hikari             | Camila Furtado Pereira (Mila)                             |
| Paulo Lessa            | Leonardo Mendes (Léo) / Netuno                            |
| Sabrina Petraglia      | Maya de Osma                                              |
| Lucy Ramos             | Paulina Tavares                                           |
| Alexandra Richter      | Brenda Monteiro                                           |
| Grace Gianoukas        | Leda Anchieta Mancini                                     |
| Cristina Pereira       | Marieta Calando                                           |
| Cris Vianna            | Lucimeire Mancini (Lulu)                                  |
| Ana Carbatti           | Fernanda Mancini (Nanda)                                  |
| Jayme Periard          | Ramón Monteiro                                            |
| Marianna Armellini     | Sheila da Guia (Sheilão)                                  |
| João Baldasserini      | Ernesto Garcia                                            |
| Marcelo Médici         | Ubaiara do Nascimento / Youssef / Pierre                  |
| Claudio Torres Gonzaga | Vicente Furtado (Seu Furtado)                             |
| Aisha Moura            | Nicole Paz                                                |
| Caio Giovani           | Wilson Fernandes                                          |
| Mila Carmo             | Chantal Grecco                                            |
| Guilherme Canellas     | Haroldo (Haroldinho)                                      |
| Aleh Silva             | Kleberson                                                 |
| Márcio Vito            | Otto                                                      |
| Lívia Rossy            | Gina Magione                                              |
| Conrado Caputto        | Enéas                                                     |
| Nina Frosi             | Beatriz (Bia)                                             |
| Alan Oliveira          | Davi Babbo (Babbo)                                        |
| Caio Vegatti           | Max                                                       |
| Robson Torinni         | Cláudio                                                   |
| Sophia Rosa            | Laura Monteiro Tavares (Laurinha)                         |
| Antônio Caramelo       | Renato Monteiro Tavares (Pudim)                           |
| Heloisa Storani        | Eva                                                       |

### Participações especiais
| Intérprete         | Personagem                |
| ------------------ | ------------------------- |
| Paulo Tiefenthaler | Pedro Mancini             |
| Fernando Pavão     | Mathias Galvão            |
| Thaila Ayala       | Elisa                     |
| Day Mesquita       | Marta                     |
| Danielle Winits    | Lizandra Chaves           |
| Edwin Luisi        | Edgar Sampaio             |
| Rafael Infante     | Toni Linguinha            |
| Beatriz Reis       | Selminha Veneno           |
| Guida Vianna       | Nair do Nascimento        |
| Kayky Brito        | Memo Perez                |
| Sílvia Rizzo       | Joana Bastos              |
| David Pinheiro     | Juvenal Oliveira / Jules  |
| Malu Falangola     | Norma                     |
| Manuela Duarte     | Patty                     |
| Gil Hernandez      | Estêvão                   |
| Daniel Andrade     | Rogério                   |
| Monique Curi       | Drª Dulce                 |
| Narjara Turetta    | Delegada Dagmar           |
| Felipe Hintze      | Renzo                     |
| Bruna Aiiso        | Drª. Pilar Cabral         |
| Antônio Fragoso    | Pastor Jonas              |
| Michelle Batista   | Priscila                  |
| Daniel Uemura      | Takae                     |
| Helga Nemeczyk     | Flávia                    |
| Jaime Leibovitch   | Padre Cardoso             |
| Lummy Kin          | Dra. Chloe                |
| Marcelo Aquino     | Roger                     |
| Raiza Puget        | Paloma                    |
| Catharina Caiado   | Manu                      |
| Thiago Thomé       | Tião                      |
| Mônica Corazza     | Nildes                    |
| Cassio Pandolfi    | Dr. Renê                  |
| Neuza Caribé       | Gracita                   |
| Francisco Salgado  | Nilton                    |
| Samir Murad        | Tobias                    |
| Stephanie Serrat   | Carla                     |
| Rodrigo Candelot   | Bráulio                   |
| Bruno Miranda      | Monstrão                  |
| Bruna Negendank    | Vênus Mancini (jovem)     |
| Lunna Beatriz      | Andrômeda Mancini (jovem) |
| Gael Santos        | Plutão Mancini (criança)  |
| Luciano Huck       | Ele mesmo                 |
| Matheus & Kauan    | Eles mesmos               |
| Flávia Alessandra  | Ela mesma                 |
| Luiza Possi        | Ela mesma                 |
| Bob Burnquist      | Ele mesmo                 |
| Bryan Behr         | Ele mesmo                 |
| Carol Biazin       | Ela mesma                 |

## Produção
Em maio de 2022, o autor Daniel Ortiz apresentou para o núcleo de teledramaturgia da TV Globo a sinopse de uma nova novela para faixa das 19h. Em março de 2023, o jornal O Globo divulgou que a história foi aprovada para substituir Fuzuê no primeiro semestre de 2024, e que ganhou o título provisório de A Vovó Sumiu!. Posteriormente foi definido que a direção artística da trama ficaria sob responsabilidade de Fred Mayrink. Ortiz e Fred já trabalharam juntos em Alto Astral (2014), Haja Coração (2016) e Salve-se Quem Puder (2020), respectivamente. Em 28 de novembro de 2023, ficou definido que o título da novela passaria a ser Família É Tudo. Segundo a direção da TV Globo, a mudança de nome foi adotada porque o título anterior trazia uma ideia "equivocada" da história da novela, já que o foco não seria no desaparecimento de Frida, uma vez que a protagonista faleceria ainda no andar da trama.
Questões como demissexualidade e relação a três foram abordadas durante a novela.
É a primeira telenovela das sete a adotar em todos os capítulos a resolução 2160p, conhecida como 4K, tecnologia esta que era utilizada exclusivamente para as novelas das nove, adotada desde Amor de Mãe.

### Escolha do elenco
Arlete Salles foi o primeiro nome confirmado no elenco como intérprete das protagonistas, as irmãs gêmeas Frida e Catarina, marcando sua primeira protagonista no gênero e seu primeiro papel fixo em uma telenovela do horário das "sete" desde Pé na Jaca (2006). Clara Moneke foi convidada para interpretar Andrômeda, uma das co-protagonistas da trama, depois de seu ótimo desempenho em Vai na Fé. No entanto, por conta de outros compromissos assumidos com o cinema, a atriz recusou o papel e foi substituída pela estreante Ramille, logo após seu destaque na série de televisão Encantado's. Inicialmente, foi amplamente divulgado que Ana Hikari interpretaria a secretária Chantal e Mila Carmo viveria a vilã Mila, mas as atrizes acabaram trocando de papel sem maiores explicações. Destaque em séries como Impuros e Homens?, Raphael Logam foi escalado para viver o vilão Hans, sendo este o seu primeiro personagem fixo numa telenovela. Henrique Barreira, outro destaque de Vai na Fé, também foi confirmado no elenco, ficando com o papel do advogado Murilo, par romântico da protagonista Electra, interpretada por Juliana Paiva. Outros nomes anunciados foram de Nathalia Dill, Thiago Martins, Isacque Lopes, Cris Vianna, Grace Gianoukas, Jayme Matarazzo, Renato Góes e Lucy Ramos. A trama também marca a estreia de Rafa Kalimann em telenovelas. Apesar de alguns sites terem anunciado que a ex-BBB faria uma vilã, a Globo havia desmentido a informação sobre a sua escalação a tal papel e confirmou que Kalimann estaria no elenco, mas como coadjuvante. Posteriormente, a personagem de Rafa se tornaria uma das antagonistas da trama. Sérgio Malheiros foi escalado para fazer uma participação como o empresário Ernesto, mas por não ter chegado a um acordo financeiro com a emissora, Malheiros foi substituído por João Baldasserini.
A trama marca o retorno de Thaila Ayala às telenovelas, uma vez que seu último trabalho no gênero foi em Sangue Bom (2013). Além disso, a novela também marca o retorno de Jayme Periard ao gênero pela TV Globo desde Segundo Sol (2018).

### Gravações
A pré-produção começou em setembro de 2023, antes disso, em agosto, foram feitos os primeiros testes com o elenco jovem. As gravações foram iniciadas no dia 4 de dezembro de 2023, em São Paulo, em locais como o Museu do Ipiranga e a Avenida Brigadeiro Faria Lima. A produção da novela também foi para Campos do Jordão, na Serra da Mantiqueira, onde as gravações foram encerradas no dia 20 e foram pausadas durante o período das festas de fim de ano.
As gravações foram retomadas no dia 15 de janeiro de 2024 no Rio de Janeiro, quando foram rodadas as cenas internas na cidade cenográfica e nos Estúdios Globo.

### Divulgação
O primeiro teaser foi ao ar no dia 8 de fevereiro de 2024 durante o intervalo comercial de Fuzuê. Como forma de promover o lançamento da novela, a emissora exibiu com exclusividade o primeiro capítulo da trama para os participantes do Big Brother Brasil 24.

## Exibição
A novela não foi ao ar em 6 de maio de 2024 no horário tradicional apenas no estado do Rio Grande do Sul, por conta da cobertura jornalística das enchentes na região. Também não foi exibida no dia 12 de junho de 2024, dessa vez para todo o país, em ocasião da transmissão do amistoso de futebol entre Brasil e Estados Unidos em preparação para a Copa América, e em 5 de agosto devido à exibição da fase final do surfe nos Jogos Olímpicos de Verão de 2024.

### Horário alternativo
Mantendo o sistema adotado desde Cara e Coragem, a novela também teve seus capítulos reprisados durante a madrugada. De segunda a sexta-feira, ela era exibida normalmente depois do Conversa com Bial, e durante as férias deste último, logo após o Jornal da Globo; e aos sábados, após o Supercine. A reapresentação não foi exibida pela TV TEM Itapetininga, TV Vanguarda Taubaté, TV Diário, InterTV Costa Branca e TV Integração Uberaba.

## Repercussão

### Audiência
Com uma expectativa de elevar o horário devido aos baixos índices de Fuzuê, a novela estreou com 19,8 pontos e 21 de pico no horário principal e 5,3 no horário alternativo, segundo dados consolidados do Kantar IBOPE Media, referentes à Região Metropolitana de São Paulo, se tornando uma das estreias menos assistidas da história da faixa desde Pigmalião 70. O segundo capítulo registrou 19,1 pontos. O sexto capítulo registrou a sua menor média com 16,9 pontos. Em sua primeira semana, acumulou uma média de 18,7 pontos, se tornando o pior índice acumulado desde o início da medição eletrônica do IBOPE.
Em 12 de março de 2024, a novela começa a apresentar crescimento e bate seu primeiro recorde com 20,6 pontos. No dia 18, bateu seu segundo recorde com 21,5 pontos. No dia 25, bate seu terceiro recorde com 21,9 pontos. Impulsionada pelos altos índices do amistoso de futebol masculino entre a seleção brasileira e a seleção espanhola, a novela bate seu quarto recorde no dia seguinte (26) com 22,8 pontos. Em 8 de abril registrou 22,9 pontos. Em 21 de maio registrou 23,6 pontos.
No dia 27 de julho, registrou o seu menor índice desde 6 de julho com 17,7 pontos. Após o recorde negativo, repetiu a mesma marca alcançada do dia 21 de maio em 29 de julho, chegando a 25 de pico. Em 9 de agosto registrou 24,4 pontos. No dia 12, três dias após o sétimo recorde registrado, a novela registrou 24,8 pontos.
O último capítulo registrou 23,3 pontos e pico de 25 na transmissão inédita e 17 pontos na reapresentação pela faixa original, além de 4,1 e 2,7 pontos nas reprises da madrugada. Fechou com a média geral de 20,8 pontos, levantando em 1,5 ponto os baixos números deixados pelo texto anterior, mas terminou como a sétima novela menos assistida do horário das sete.

### Críticas
No dia 3 de maio de 2024, foi ao ar a cena em que o personagem Guto (Daniel Rangel) é assediado pela fotógrafa Lizandra (Danielle Winits) ao aparecer completamente nu e tapando as partes íntimas com uma toalha. O nerd então é levado para o lado de fora de casa, usando uma bola de futebol para se cobrir e é fotografado em seguida pelas pessoas na rua, principalmente após Lizandra chutar a bola e deixar o órgão sexual de Guto exposto, com a sequência indo ao ar no dia seguinte (4). Após o incidente ser exibido, o público avaliou negativamente a cena, retratando que momentos como esse não devem ser tratados como se fossem uma piada. Além disso, a colunista Anna Luiza Santiago, do jornal O Globo, deu nota zero para a exibição dos quadros.
A atriz Arlete Salles compartilhou em seu Instagram uma reclamação de um fã, questionando a sua ausência na novela, uma vez que a sua personagem Catarina começou a ficar ausente em boa parte dos capítulos. Tal feito fez com que o público associasse a personagem de Salles, que foi anunciada como vilã, a uma figurante de luxo. Com a reclamação, a Globo decidiu que Catarina passaria a ganhar mais espaço na história, com o objetivo de movimentar o enredo, mas que a novela seguia o cronograma previsto, segundo a nota da emissora. Para solucionar de vez o problema e a reclamação do público, Ortiz decidiu que a personagem Frida retornasse à história, mas assumindo a identidade da gêmea má por conta de um plano da mesma e que a vilã na verdade está viva e escondida em Nova Iorque. O sumiço de Catarina também virou meme nas redes sociais, principalmente na exibição do capítulo 61, que foi ao ar no dia 13 de maio de 2024, quando o óculos do personagem Guto (Daniel Rangel) desapareceu por conta de um erro na transição dos quadros, comparando a falha com o desaparecimento de Arlete na novela. Outro erro de continuação foi observado no capítulo 60, que foi ao ar dois dias antes, no momento em que Guto e Júpiter (Thiago Martins) brigavam. Enquanto Rangel usava uma camisa polo azul, o dublê estava com uma camiseta cinza e o detalhe acabou passando sem nenhum corte. Dois meses depois da postagem polêmica de Salles (que havia sido deletada pela própria com a repercussão após engajar o fã), Daniel, em entrevista a um portal de notícias, justificou que tudo foi acertado previamente com a atriz em relação as suas personagens na história e o destino delas e que na verdade o "sumiço" não passou de um "mal entendido".
Rafa Kalimann chegou a ser mal avaliada pelo público e pela crítica especializada, recebendo nota zero da colunista Anna Luiza Santiago, do jornal O Globo. Em sua avaliação, Santiago destacou que fazer uma vilã é difícil e que Kalimann ainda é inexperiente como atriz, o qual seria um erro ela ter recebido tal papel importante. A colunista Mariana Morais, em uma reportagem ao Correio Braziliense, expôs que Rafa estaria causando problemas nos bastidores pela demora ao decorar os textos oferecidos, o que atrasaria a cronograma de gravações, gerando insatisfação na produção da trama. Após a divulgação da reportagem, a atriz negou as acusações expostas no jornal e classificou a atitude como "efeito manada". A ex-BBB recebeu apoio de alguns colegas de elenco como Grace Gianoukas e Nathalia Dill e de outros atores como Lucy Ramos, Camila Pitanga, Amaury Lorenzo e Allan Souza Lima. A Globo impôs uma ordem que proíbe qualquer curtida vinda de atores e funcionários em posts negativos sobre o elenco da novela, visando encerrar o assunto.
Kalimann voltaria a ser o centro de mais uma polêmica, agora por conta de uma entrevista ao podcast E Você? que viralizou no dia 18 de junho de 2024. Nele, Rafa admite que chega a trocar algumas palavras do roteiro, o que gerou uma discussão interna com Daniel Ortiz, e que evita falar alguns termos, considerando a palavra desgraçada como a mais pesada, uma vez que fugiria do seu modo de criação, baseado em preceitos cristãos. Após a entrevista, vários internautas criticaram a fala da atriz e utilizaram trechos de entrevistas e até mesmo cenas envolvendo as atrizes Flávia Alessandra, Renata Sorrah e Juliana Silveira em papéis de vilãs quando praticavam as maldades contra os protagonistas. No caso da última, trechos da telenovela Vitória (2014), da Record, onde Silveira interpretou a neonazista Priscila, foram utilizados para refutar as falas da ex-BBB. Com a repercussão, Juliana agradeceu o carinho do público e defendeu Rafa Kalimann, alegando que a influenciadora está em seu primeiro papel importante na carreira e que já sentiu desconforto com algumas personagens que interpretou, além de aconselhá-la a ir até o fim com a sua personagem. Após a polêmica, Rafa chegou a bater boca com alguns internautas, onde acusou de distorcer toda a entrevista dada ao programa citado. O colunista do Splash, Chico Barney, destacou que a atriz se coloca em enrascadas sem necessidade e que ela recebe críticas "justas" quando se trata da preocupação com a arte e o texto, além de destacar que a ex-sister precisa mostrar amadurecimento profissional e que a mesma de alguma maneira ajuda na promoção da trama.
A Globo chegou a anunciar que Gil do Vigor faria uma participação especial na reta final da novela. No entanto, em 16 de agosto de 2024, a 58ª Vara Trabalhista do Rio de Janeiro decidiu proibir a escalação do ex-BBB 21 na novela, atendendo a um pedido do Sindicato dos Artistas e Técnicos em Espetáculos de Diversões do Rio de Janeiro (Sated-RJ), uma vez que a emissora não havia solicitado uma autorização para que o economista estivesse presente na trama. Além disso, o canal foi acusado de tentar infringir a lei com a escalação de influencers em telenovelas, o que causou uma forte polêmica nos últimos meses. Para solucionar de vez o problema, Rafael Infante foi inserido para substituir Gil e Beatriz Reis também foi escalada para fazer a participação especial na trama, uma vez que a ex-BBB já possuía o registro do Sated por ter feito aulas de teatro antes de participar do Big Brother Brasil 24.

## Trilha sonora
A trilha sonora da telenovela foi lançada em 4 de março de 2024, em streaming, no perfil oficial da TV Globo no Spotify. A capa apresenta os protagonistas Arlete Salles, Nathalia Dill, Isacque Lopes, Thiago Martins, Ramille e Juliana Paiva, caracterizados como Frida, Vênus, Plutão, Júpiter, Andrômeda e Electra, respectivamente.
Faixas
| N.º            | Título                                             | Artista                        | Duração |  |
| 1.             | "Jardins da Babilônia"                             | Jão e Julia Mestre             | 2:57    |  |
| 2.             | "I'm Too Sexy"                                     | Right Said Fred                | 2:51    |  |
| 3.             | "Quítame Ese Hombre del Corazón (Norteña Version)" | Pilar Montenegro               | 4:00    |  |
| 4.             | "Sal"                                              | Marisa Monte                   | 2:51    |  |
| 5.             | "De Todos os Amores"                               | Bryan Behr                     | 3:59    |  |
| 6.             | "Ninguém Precisa Saber"                            | OutroEu                        | 2:31    |  |
| 7.             | "O Golpe Tá Aí (Malka Remix)"                      | Céu e Malka                    | 2:35    |  |
| 8.             | "Vem Doce"                                         | Vanessa da Mata                | 3:46    |  |
| 9.             | "Piel Morena (Versión Banda)"                      | Thalía                         | 4:39    |  |
| 10.            | "Luz"                                              | Luiza Possi e Rincon Sapiência | 2:46    |  |
| 11.            | "Saudade Boa"                                      | Tiago Iorc                     | 2:56    |  |
| 12.            | "Only Love Can Hurt Like This"                     | Paloma Faith                   | 3:52    |  |
| 13.            | "Scarlett"                                         | Deadcat                        | 2:01    |  |
| 14.            | "Seu"                                              | Scarcéus                       | 4:26    |  |
| 15.            | "Só Hoje"                                          | Jota Quest                     | 3:31    |  |
| 16.            | "Não Recomendo (Ao Vivo)"                          | Matheus & Kauan                | 2:22    |  |
| Duração total: | Duração total:                                     | Duração total:                 | 52:08   |  |

Outras canções:
- "Cama e Mesa", Nattan
- "Aonde Quer Que Eu Vá", Os Paralamas do Sucesso
- "O Descobridor dos Sete Mares", Tim Maia
- "We Are Family", Sister Sledge
- "Chove Não Molha", Marcelo & Ryan
- "#CHARME", Thalita Pertuzatti
- "Anything for Love", Ayax Arroyo e Anastasia Elliot (instrumental)
- "Hands in The Sky", Jason Tarver e Lucy Underhill (instrumental)
- "Better Not Wipeout", Ty Noam Frankel e Aaron Kerr (instrumental)

## Prêmios e indicações
| Ano  | Premiação                | Categoria         | Indicação      | Resultado | Ref.    |
| ---- | ------------------------ | ----------------- | -------------- | --------- | ------- |
| 2024 | Melhores do Ano          | Atriz Coadjuvante | Daphne Bozaski | Venceu    | [ 137 ] |
| 2025 | Prêmio APCA de Televisão | Melhor Atriz      | Daphne Bozaski | Indicada  | [ 138 ] |